# Jan Brenninkmeijer
Jan Wijnand Brenninkmeijer ('s-Hertogenbosch, 31 december 1956) is een Nederlands apotheker, CDA-politicus en bestuurder. 

## Biografie
Brenninkmeijer ging van 1969 tot 1975 naar het Gymnasium Bernrode in Heeswijk en het Willibrord Gymnasium in Deurne en behaalde zijn eindexamen gymnasium β. Van 1975 tot 1984 studeerde hij farmacie aan de Rijksuniversiteit Utrecht en behaalde in 1983 zijn doctoraalexamen en in 1984 zijn apothekersexamen.
Brenninkmeijer was van 1984 tot 1994 werkzaam bij OPG in diverse verkoop en marketing functies. Van 1986 tot 1988 volgde hij de opleidingen NIMA A, B en C. Van 1991 tot 1994 deed hij een promotieonderzoek bij de vakgroep Marketing en Marktonderzoek van de Katholieke Universiteit Brabant, hetgeen hij niet afrondde. In 1992 volgde hij een cursus kwaliteitsmanagement bij Teleac.
Brenninkmeijer was van 1994 tot 2015 werkzaam in de consultancy. Hij volgde cursussen op het gebied van management, gemeente- en bestuursrecht en mediation. Van 2006 tot 2010 was hij wethouder en locoburgemeester van Haaren. Van 2010 tot 2011 was hij lid van de gemeenteraad van Haaren en van 2011 tot 2015 lid van de Provinciale Staten van Noord-Brabant.
Brenninkmeijer was van 2011 tot zijn burgemeesterschap in 2015 hoofd van het Meldpunt Seksueel Misbruik RKK. Van 2015 tot 2018 was hij secretaris van het bestuur van dit meldpunt. Van 12 januari 2015 tot 12 januari 2021 was hij burgemeester van Waalre. Hij werd in Waalre per 26 augustus 2020 opgevolgd door waarnemend burgemeester Jan Boelhouwer. Op 21 december 2021 werd hij per 13 januari 2022 benoemd tot waarnemend burgemeester van Alphen-Chaam. Op 11 januari 2023 werd Lieke Schuitmaker burgemeester van Alphen-Chaam.